# باشگاه بسکتبال ساراگوسا
باشگاه بسکتبال ساراگوسا (اسپانیایی: Basket Zaragoza‎) یک باشگاه بسکتبال در شهر ساراگوسا، اسپانیا است. این باشگاه که در سال ۲۰۰۲ تأسیس شده در لیگ آ س ب بازی می‌کند.